# 狭叶獐牙菜
狭叶獐牙菜（学名：Swertia angustifolia），为龙胆科獐牙菜属下的一个植物变种。